# Pazuengos
Pazuengos is een gemeente in de Spaanse provincie en regio La Rioja met een oppervlakte van 25,12 km². Pazuengos telt 35 inwoners (1 januari 2016).

## Demografische ontwikkeling
Bron: INE, 1857-2011: volkstellingen